# Thành ngữ (Tiếng Việt)
Thành ngữ là một tập hợp từ cố định đã quen dùng mà nghĩa thường không thể giải thích đơn giản bằng nghĩa của các từ cấu tạo nên nó. Thành ngữ được sử dụng rộng rãi trong lời ăn tiếng nói cũng như sáng tác thơ ca văn học tiếng Việt. Thành ngữ ngắn gọn, hàm súc, có tính hình tượng, tính biểu cảm cao.

## Phân loại
Thành ngữ có thể được phân loại dựa theo nhiều tiêu chí, tùy thuộc mục đích nghiên cứu tìm hiểu, tra nghĩa, giải nghĩa.
Theo nguồn gốc có thể chia thành hai loại là thành ngữ thuần Việt và thành ngữ gốc Hán (thành ngữ Hán Việt). Ví dụ thành ngữ thuần Việt như Ăn xổi ở thì, buôn thúng bán mẹt..., thành ngữ Hán Việt như thâm căn cố đế, đồng bệnh tương liên...
Theo thủ pháp tu từ được sử dụng có thể chia thành loại: so sánh (ví dụ như nhát như thỏ đế, cấm cảu như chó cắn ma,...), ẩn dụ (ví dụ như ruột để ngoài da, rán sành ra mỡ,...), đối ngẫu (ví dụ như cao chạy xa bay, lên bờ xuống ruộng,...).
Theo số lượng từ có thể phân loại thành loại: 3 chữ như khỏe như vâm, thẳng ruột ngựa, loại 4 chữ như một nắng hai sương, đá thúng đụng nia, loại năm chữ như vắt cổ chày ra nước, dùi đục chấm mắm cáy

## Phân biệt với tục ngữ và quán ngữ
Việc nói thành ngữ là một tập hợp từ cố định có nghĩa là thành ngữ không tạo thành câu hoàn chỉnh về mặt ngữ pháp, cũng không thể thay thế và sửa đổi về mặt ngôn từ. Thành ngữ thường bị nhầm lẫn với tục ngữ và quán ngữ.
Trong khi tục ngữ là một câu nói hoàn chỉnh, diễn đạt trọn vẹn một ý nhằm nhận xét quan hệ xã hội, truyền đạt kinh nghiệm sống, hay phê phán sự việc, hiện tượng. Một câu tục ngữ có thể được coi là một tác phẩm văn học khá hoàn chỉnh vì nó mang trong mình cả ba chức năng cơ bản của văn học là chức năng nhận thức, và chức năng thẩm mỹ, cũng như chức năng giáo dục. Còn quán ngữ là tổ hợp từ cố định đã dùng lâu thành quen, nghĩa có thể suy ra từ nghĩa của các yếu tố hợp thành.